# Alex Ross
Alex Ross (Portland, 22 gennaio 1970) è un fumettista e illustratore statunitense. È noto soprattutto per le miniserie Marvels e Kingdom Come, pubblicate rispettivamente da Marvel Comics e DC Comics.

## Biografia
Nato a Portland, nell'Oregon, e cresciuto a Lubbock, in Texas, si avvicinò per la prima volta al disegno all'età di tre anni quando, a detta della madre, riprodusse su un foglio di carta il contenuto di uno spot pubblicitario che aveva visto poco prima. La famiglia di Ross comprendeva un gran numero di artisti: la madre era un'artista pubblicitaria, e suo nonno aveva l'hobby del disegno e della costruzione di giocattoli. Si appassionò al mondo dei supereroi in seguito alla visione di un episodio della serie Spidey Super Stories, serie di corti dal vivo contenuti all'interno del programma per ragazzi The Electric Company. Un importante ruolo nella sua formazione lo ebbe la figura paterna; Clark Ross, padre di Alex e pastore protestante, fu sostenitore di diversi enti benefici, fornendo assistenza per i senzatetto e gli orfani di Lubbock. Proprio per questa sua somiglianza ai supereroi dei fumetti, fu spesso utilizzato da Alex come modello per alcuni personaggi, come ad esempio il reverendo Norman McCay nella celebre miniserie elseworld Kingdom Come. All'età di dodici anni, Ross comincia a prendere in seria considerazione l'idea di lavorare nel mondo del fumetto, copiando disegni degli artisti George Pérez e Berni Wrightson. A sedici anni rimase molto colpito dalle opere fotorealistiche degli illustratori Andrew Loomis, Norman Rockwell, in particolare decise di adattare lo stile di quest'ultimo del medium fumettistico; quindi, un anno dopo, si trasferì a Chicago per frequentare l'American Academy of Art, dove studiò anche la madre.

## Carriera
La sua carriera come fumettista comincia nel 1993; dopo tre anni trascorsi all'accademia, e dopo essersi laureato, Ross trova lavoro presso un'agenzia pubblicitaria. In questo periodo l'editor della Marvel Comics Kurt Busiek visiona i suoi lavori e lo contatta per proporgli di lavorare insieme ad un progetto per la casa editrice. Questo progetto diverrà la graphic novel Marvels, in cui la storia dei personaggi della casa delle idee viene vista attraverso gli occhi di un uomo comune. Con essa esordisce per la prima volta nel mondo del fumetto, ricevendo un ottimo riscontro da pubblico e critica. Nel 1995, ancora in collaborazione con Kurt Busiek, crea il design dei personaggi e le cover della serie Astro City, pubblicata dalla Image Comics. In seguito, nel 1997, viene contattato dalla DC Comics, per la quale realizza prima un Annual della serie Sandman Mystery Theatre e poi, su sceneggiatura di Mark Waid, Kingdom Come, un'altra opera di successo che lo consacrò definitivamente nel panorama fumettistico. Dato il successo di Kingdom Come, Ross si stabilì finanziariamente e decise di accantonare brevemente il genere supereroistico per pubblicare sotto l'etichetta Vertigo la miniserie Uncle Sam, nella quale evidenzia con occhio critico il lato oscuro della storia americana. Nel 1999, in occasione del sessantesimo anniversario dei personaggi di Superman, Batman, Capitan Marvel e Wonder Woman, Ross viene incaricato di disegnare, su testi di Paul Dini, quattro graphic novel dedicate ai suddetti personaggi; nascono quindi Superman: Pace in Terra, Batman: Guerra al Crimine, Shazam!: Potere della speranza, e Wonder Woman: Spirito della Verità. Verso la fine del 2001 ritorna alla Marvel dove realizza il soggetto e il design di una trilogia formata dalle serie Terra X, Universe X e Paradise X, scritte da Jim Krueger e disegnate da Doug Braithwaite & Bill Reinhold. Sempre con Jim Krueger crea la miniserie Justice per la DC Comics e la serie Project Superpowers per la Dynamite Entertainment. Nel 2004 disegna alcune scene del film Spider-Man per i titoli di testa del film Spider-Man 2. Nel 2008 è tornato alla Marvel Comics con un team-up intitolato Avengers/Invaders. Ross realizza nel 2011 anche le copertine per il fumetto A Game of Thrones. Dal 2015 torna a lavorare stabilmente alla Marvel in qualità di copertinista della serie The Amazing Spider-Man, per poi passare nel 2016 alle copertine della serie Avengers e nel 2018 a quelle di The Immortal Hulk.